# Акбулакский район
Акбула́кский райо́н — административно-территориальная единица (район) и муниципальное образование (муниципальный район) в Оренбургской области России.
Административный центр — посёлок Акбулак.

## География
Площадь территории: 4977 км². Полезные ископаемые: небольшие месторождения нефти (Копанское), газа (Ногумановское), а также месторождения различного строительного сырья.
Граничит с Соль-Илецким и Беляевским районами Оренбургской области, а также с Республикой Казахстан.

## История
Впервые Ак-Булакский район был образован 12 апреля 1921 года в составе Актюбинской губернии Киргизской АССР. В его состав входило 22 волости: Ак-Булакская, Астраханская, Беляевская, 1-я Буртинская (кочевая), 2-я Буртинская (кочевая), Джиренкопинская (кочевая), Илекская (кочевая), Калининская, Ключевская, Крючковская, Михайловская, Николаевская, Ново-Алексеевская, Ново-Михайловская, Петропавловская, Саздинская, Тамдинская (кочевая), Томар-Уткульская (кочевая), Туатюбинская (кочевая), Харьковская, Хобдинская (кочевая), Яйсанская.
5 октября 1921 года Беляевская, 1-я Буртинская, 2-я Буртинская, Ключевская, Крючковская и Михайловская волости были переданы в Орский уезд Оренбургской губернии в составе Киргизской АССР.
21 октября 1921 года Ново-Михайловская волость была передана в Актюбинский район Актюбинской губернии.
5 июля 1922 года Ак-Булакский район был преобразован в Ак-Булакский уезд.
16 января 1924 года Ак-Булакский уезд был упразднён. Его территория присоединена к Актюбинскому уезду.
В 1928 году Ак-Булакский район был восстановлен в составе Актюбинского округа.
В декабре 1930 г., в связи с ликвидацией окружного деления, Ак-Булакский район перешёл в прямое подчинение Казакской АССР, а в феврале 1932 г. он вошёл в состав Актюбинской области.
7 декабря 1934 года из состава района был выделен Мартукский район, который остался в составе Казакской АССР, а собственно Акбулакский район был передан из состава Актюбинской области Казакской АССР, в свою очередь находившейся в составе РСФСР, непосредственно в Оренбургскую область.
В январе 1963 года Акбулакский район был упразднён, но в январе 1965 восстановлен.

## Население
| 2002    | 2003    | 2004    | 2009    | 2010    | 2012    | 2013    | 2014    | 2015    |
| ------- | ------- | ------- | ------- | ------- | ------- | ------- | ------- | ------- |
| 30 723  | ↘30 600 | ↘30 500 | ↘29 724 | ↘25 606 | ↘25 399 | ↗25 473 | ↘25 394 | ↘25 348 |
| 2016    | 2017    | 2018    | 2019    | 2020    | 2021    |         |         |         |
| ↘25 241 | ↘25 114 | ↘24 790 | ↘24 529 | ↘24 226 | ↘19 633 |         |         |         |

Национальный состав Акбулакского района по данным переписи населения 1939 года: украинцы — 42,3 % или 14 225 человек, русские — 28,4 % или 9 535 человек, казахи — 22,5 % или 7 559 человек. Всего на территории района проживало 33 636 человек.

## Территориальное устройство
Акбулакский район как административно-территориальная единица области включает 15 сельсоветов и 1 поссовет. В рамках организации местного самоуправления,  Акбулакский муниципальный район включает соответственно 16 муниципальных образований со статусом сельских поселений (сельсоветов/поссоветов):
| №  | Муниципальное образование   | Административный центр  | Количество населённых пунктов | Население (чел.) | Площадь (км²) | Плотность населения (чел./км²) |
| -- | --------------------------- | ----------------------- | ----------------------------- | ---------------- | ------------- | ------------------------------ |
| 1  | Акбулакский поссовет        | посёлок Акбулак         | 5                             | ↘14 878          | 304,01        | 48,94                          |
| 2  | Базартюбинский сельсовет    | посёлок Кайракты        | 2                             | ↘684             | 233,85        | 2,92                           |
| 3  | Васильевский сельсовет      | село Васильевка         | 2                             | ↘331             | 313,27        | 1,06                           |
| 4  | Заилечный сельсовет         | село Весёлый Первый     | 5                             | ↘723             | 405,27        | 1,78                           |
| 5  | Каракудукский сельсовет     | посёлок Каракудук       | 3                             | ↘553             | 298,44        | 1,85                           |
| 6  | Карасаевский сельсовет      | село Карасай            | 3                             | ↘748             | 334,24        | 2,24                           |
| 7  | Мичуринский сельсовет       | село Покровка           | 5                             | ↘733             | 286,41        | 2,56                           |
| 8  | Новогригорьевский сельсовет | посёлок Новогригорьевка | 2                             | ↘512             | 185,81        | 2,76                           |
| 9  | Новопавловский сельсовет    | село Новопавловка       | 2                             | ↘811             | 378,29        | 2,14                           |
| 10 | Новоуспеновский сельсовет   | село Новоуспеновка      | 1                             | ↘410             | 299,93        | 1,37                           |
| 11 | Сагарчинский сельсовет      | село Сагарчин           | 5                             | ↘1032            | 439,21        | 2,35                           |
| 12 | Советский сельсовет         | село Советское          | 4                             | ↘411             | 361,57        | 1,14                           |
| 13 | Тамдысайский сельсовет      | село Тамдысай           | 1                             | ↘229             | 222,93        | 1,03                           |
| 14 | Фёдоровский сельсовет       | село Фёдоровка          | 2                             | ↘659             | 203,79        | 3,23                           |
| 15 | Шаповаловский сельсовет     | село Шаповалово         | 3                             | ↘503             | 430,35        | 1,17                           |
| 16 | Шкуновский сельсовет        | посёлок Шкуновка        | 2                             | ↘665             | 279,57        | 2,38                           |

### Населённые пункты
В Акбулакском районе 47 населённых пунктов.
| №  | Населённый пункт  | Тип     | Население | Муниципальное образование   |
| -- | ----------------- | ------- | --------- | --------------------------- |
| 1  | 28 км             | разъезд | 20        | Мичуринский сельсовет       |
| 2  | 29 км             | разъезд | 25        | Акбулакский поссовет        |
| 3  | 30 км             | разъезд | 23        | Акбулакский поссовет        |
| 4  | Акбулак           | посёлок | ↘10 688   | Акбулакский поссовет        |
| 5  | Акоба             | посёлок | 101       | Сагарчинский сельсовет      |
| 6  | Александровка     | село    | 228       | Фёдоровский сельсовет       |
| 7  | Андреевка         | село    | 68        | Шкуновский сельсовет        |
| 8  | Бикмурзино        | посёлок | 156       | Мичуринский сельсовет       |
| 9  | Васильевка        | село    | 369       | Васильевский сельсовет      |
| 10 | Вершиновка        | посёлок | 37        | Шаповаловский сельсовет     |
| 11 | Весёлый Второй    | село    | 196       | Каракудукский сельсовет     |
| 12 | Весёлый Первый    | село    | 700       | Заилечный сельсовет         |
| 13 | Кайракты          | посёлок | 699       | Базартюбинский сельсовет    |
| 14 | Каракудук         | посёлок | 515       | Каракудукский сельсовет     |
| 15 | Карасай           | село    | ↘571      | Карасаевский сельсовет      |
| 16 | Карповка          | село    | 307       | Карасаевский сельсовет      |
| 17 | Кокчунак          | аул     | 13        | Советский сельсовет         |
| 18 | Корниловка        | посёлок | 102       | Сагарчинский сельсовет      |
| 19 | Кужунтай          | посёлок | 156       | Мичуринский сельсовет       |
| 20 | Кулаксай          | посёлок | 227       | Акбулакский поссовет        |
| 21 | Кызылбулак        | посёлок | 80        | Заилечный сельсовет         |
| 22 | Майдан            | посёлок | 92        | Васильевский сельсовет      |
| 23 | Майкобулак        | посёлок | 7         | Заилечный сельсовет         |
| 24 | Межгорный         | посёлок | 104       | Новопавловский сельсовет    |
| 25 | Меловой Завод     | посёлок | 141       | Мичуринский сельсовет       |
| 26 | Нагумановка       | посёлок | 81        | Заилечный сельсовет         |
| 27 | Новоалександровка | посёлок | 94        | Новогригорьевский сельсовет |
| 28 | Новогригорьевка   | посёлок | 524       | Новогригорьевский сельсовет |
| 29 | Новомарьевка      | посёлок | 57        | Шаповаловский сельсовет     |
| 30 | Новоодесский      | посёлок | 55        | Заилечный сельсовет         |
| 31 | Новопавловка      | село    | 748       | Новопавловский сельсовет    |
| 32 | Новопривольный    | посёлок | 107       | Базартюбинский сельсовет    |
| 33 | Новоуспеновка     | село    | ↘410      | Новоуспеновский сельсовет   |
| 34 | Орловка           | посёлок | 17        | Советский сельсовет         |
| 35 | Покровка          | село    | 389       | Мичуринский сельсовет       |
| 36 | Сагарчин          | село    | 1081      | Сагарчинский сельсовет      |
| 37 | Салидовка         | посёлок | 4         | Карасаевский сельсовет      |
| 38 | Саракамыш         | посёлок | 11        | Советский сельсовет         |
| 39 | Советское         | село    | 559       | Советский сельсовет         |
| 40 | Тамдысай          | село    | ↘229      | Тамдысайский сельсовет      |
| 41 | Ушкунь            | посёлок | 51        | Сагарчинский сельсовет      |
| 42 | Фёдоровка         | село    | 473       | Фёдоровский сельсовет       |
| 43 | Харьковка         | посёлок | 18        | Сагарчинский сельсовет      |
| 44 | Шаповалово        | село    | 613       | Шаповаловский сельсовет     |
| 45 | Шкуновка          | посёлок | 771       | Шкуновский сельсовет        |
| 46 | Шулаксу           | посёлок | 213       | Акбулакский поссовет        |
| 47 | Юрьевка           | село    | 26        | Каракудукский сельсовет     |

19 февраля 1999 года были упразднены посёлок Богдановка и село Свечковка.
21 июня 2005 года был упразднён посёлок Чаган.

## Экономика
Промышленность в районе не получила существенного развития. Специализация района сельскохозяйственная: зерноводство, мясо-молочное и шёрстное скотоводство.
В 17 км от села Сагарчин расположен автомобильный пункт пропуска через границу с Казахстаном, обслуживающий граждан всех стран мира.